# Dark Star (película)
Dark Star es una película estadounidense de 1974, escrita, producida y dirigida por John Carpenter. Fue editada y protagonizada por Dan O'Bannon, que también colaboró como diseñador de producción y supervisor de efectos especiales.

## Sinopsis
La nave estelar Dark Star se dedica a destruir planetas inestables para dejar listos para colonizar sectores enteros de la galaxia. Pero después de varios años la astronave padece numerosas averías (aún no reparadas) y sus tripulantes están al borde de su salud mental. Al afrontar una lluvia de meteoritos, las comunicaciones de la Dark Star quedan seriamente afectadas, en especial las que permiten al mando de la nave darle órdenes a las bombas inteligentes planetarias. Ahora, a punto de culminar otra misión, las averías provocan que la bomba número 20 entre en rebelión y decida explotar sin desprenderse de la nave. La tripulación, desesperada, deberá intentar dialogar con la bomba y convencerla de que aborte la cuenta regresiva; mientras, el tiempo corre.

## Reparto
- Brian Narelle ...  Teniente Doolittle
- Cal Kuniholm ...  Boiler
- Dre Pahich ...  Talby
- Dan O'Bannon ...  Sargento Pinback
- Adam Beckenbaugh ...  Bomba #20
- Nick Castle ...  Alien
- Cookie Knapp ...  Ordenador Madre
- Joe Saunders ...  Comandante Powell
- Alan Sheretz ...  Bomba #19
- Miles Watkins ...  Watkins, controlador de misión

## Recepción
El sitio de internet Rotten Tomatoes le dio a la película un 79% de comentarios "frescos", con el siguiente consenso: "Como una sátira de la película 2001: A Space Odyssey, Dark Star podrá no ser la comedia de ciencia ficción más consistente, pero definitivamente su frescura es bienvenida en el género". Roger Ebert le dio a la película tres estrellas sobre cuatro, afirmando: "Dark Star es una de las películas de ciencia ficción más locas que he visto, una extraña combinación de ópera espacial, bombas inteligentes y pelotas de playa de otros mundos". Leonard Maltin le dio dos estrellas y media, describiéndola como "disfrutable para los amantes de la ciencia ficción y para los surfistas" y asegurando que es una película efectiva para su escaso presupuesto.